# William Gordon Ernst
Pour les articles homonymes, voir Ernst et William Gordon (homonymie).
William Gordon Ernst (18 octobre 1897-12 juillet 1939) est un homme politique canadien de la Nouvelle-Écosse. Il est député fédéral conservateur  de la circonscription néo-écossaise de Queens—Lunenburg de 1926 à 1935. Il est ministre dans le cabinet du premier ministre Richard Bedford Bennett.

## Biographie
Né à Mahone Bay en Nouvelle-Écosse, Ernst est capitaine du 85e bataillon canadien d'infanterie durant la Première Guerre mondiale. Il est récompensé de la Military Cross.
Défait en 1925, il est élu en 1926 et réélu en 1930. Il entre au cabinet au poste de Ministre des Pêches, des Océans et de la Garde côtière canadienne en 1935. Il est défait lors de l'élection de 1935.